# Aeroportul Ningerum
Aeroportul Ningerum (IATA: NGR) este un aeroport din Papua Noua Guinee.
aeroportul dispune de o singură pistă.